# Katharina Zerbes-Mărgineanu
Katharina Zerbes-Mărgineanu (n. 8 ianuarie 1932, București) este o cântăreață de operă și scriitoare de limba germană originară din România.
A copilărit în Râșnov. Până la naționalizare, părinții ei au avut un hotel la Predeal.
Școala generală a urmat-o la Râșnov, liceul la Brașov, a urmat apoi doi ani de seminar la Sighișoara, apoi institutul pedagogic din Timișoara. În 1951/52 a predat la Cristian, județul Brașov, apoi, până în 1956 la Râșnov.
Se reorientează profesional, devenind desenatoare tehnică în construcția de mașini la Brașov. În paralel, urmează Conservatorul, la secția canto.
În 1961 se angajează la teatrul de operă de la Brașov.
În 1969, mamă a doi copii și văduvă (soțul ei fiind o victimă a regimului ceaușist), Katharina Zerbes-Mărgineanu emigrează în Republica Federală Germania, unde cântă la operele din Germania și Austria (Ulm, Karlsruhe, Osnabrück, Würzburg, Graz). Cu toate că aceasta era singura ei sursă de venituri, a recunoscut mai târziu că, la cei 38 de ani ai săi, era cam târziu să înceapă o adevărată carieră artistică.
Adeptă a mișcării împotriva bombelor atomice, în 1984 pleacă în Noua Zeelandă, împreună cu prietenul său. Petrece aici opt ani, și învață limba engleză (una din cele 7 limbi pe care le cunoaște).
S-a întors în Germania, la Bad Wörishofen. După pensionare s-a decis să locuiască la Râșnov.
După ieșirea la pensie a început o nouă etapă în viața sa, cea de scriitoare.
În afară de romanul autobiografic a scris și povestiri, versuri, teatru.
În 1989 a scos și un CD cu cântece populare săsești, în dialectul săsesc, sub numele Käthe Zerbes, cu titlul Rosenauer: sointch saksesch och sälwstgemaucht Leyder.

## Scrieri
- Vom Morgenwind verweht, roman autobiografic, 2 Volume, Rosenheim, 2003
- Tierische Abenteuer aus den Karpaten, 2008, 178 pag., ilustrații de Hedwig Rinser; ISBN 978-3-00-026326-2.